# Ana Ruiz Hernández
Ana Ruiz Hernández (Sevilla, 28 febrer 1854 - Cotlliure, 25 febrer 1939) fou una dona sevillana nora, esposa i mare de científics, artistes, escriptors i poetes. Va morir a l'exili juntament amb el seu fill Antonio Machado Ruiz, pocs dies després d'haver travessat la frontera francesa fugint de la repressió franquista.
Nascuda a Triana, un dels barris més populars de Sevilla, en el si d'una família benestant, el seus pares eren Rafael Ruiz Pérez, originari de Sòria i Isabel Hernández García, de Totana, que regentaven una confiteria. Ana Ruiz, rossa i amb ulls blaus, tenia dinou anys quan el maig de 1873 va contraure matrimoni civil amb Antonio Machado Álvarez, conegut com Demófilo, escriptor, antropòleg i especialista en l'estudi i divulgació de la cultura del flamenc. Es van instal·lar al barri de la Magdalena, i al cap de quinze mesos va néixer el primer fill Manuel. Més tard es traslladaren a la Casa de las Dueñas, un palau propietat dels Ducs d'Alba, que rendibilitzaven llogant-lo a diverses famílies. El marit es va encarregar de seguida d'ordenar la vasta biblioteca dels aristòcrates. El 1875 va néixer Antonio i van arribar a tenir vuit fills, dels quals van sobreviure, a més de Manuel i Antonio, José (1879), Joaquín (1881) i Francisco (1884)
L'economia familiar no era bona i convivien amb els pares del marit, la pintora i escriptora Cipriana Alvarez Durán i el Dr. Antonio Machado Núñez, un savi antropòleg, zoòleg, metge i polític lliberal de tendències republicanes, que el 1883 fou traslladat a la càtedra de Ciències naturals de la Universitat de Madrid. Tota la família el va acompanyar, malgrat el trauma que va suposar, especialment per l'Ana, deixar Sevilla. L'únic consol fou la possibilitat que els fills s'eduquessin a la Institución Libre de Enseñanza, que comptava amb insignes professors com Giner de los Ríos, Manuel Bartolomé Cossío, Salmerón, etc. A Madrid va néixer l'última filla, Ciprianita.
El marit d'Ana Ruiz, Antonio Machado Álvarez, malgrat la publicació dels seus treballs i el reconeixement a la seva talla intel·lectual, no va aconseguir estabilitat econòmica i es va veure obligat a acceptar una plaça de registrador a la colònia de Puerto Rico, on emmalaltí greument, i va tornar al cap de cinc mesos per morir a Sevilla el 4 de febrer de 1893, deixant l'esposa de trenta-vuit anys vídua amb sis fills petits. Dos anys més tard, moria l'avi Antoni Machado Núñez, i poc després la nena Ciprianita, malalta de tuberculosi.
Les successives calamitats i el progressiu empobriment de la família, van omplir de tristesa la vida d'Ana Ruiz Hernández, tot i sentir-se compensada pel talent dels seus fills, especialment d'Antonio, al qual se sentia molt propera, sobretot després de la mort de la seva jove esposa Leonor Izquierdo, víctima de la tuberculosi als divuit anys.
Incapaç de superar el seu dolor, Antonio Machado abandona Soria i es trasllada Baeza, on obté la càtedra de llengua francesa a l'Institut General Tècnic. Durant set anys sojorna en aquella ciutat acompanyat de la seva mare. El 1919 es trasllada a Segovia, també com a titular de la càtedra de francès, i exerceix durant anys de vicerector. El 1931 és dels primers a hissar la bandera republicana al balcó de l'Ajuntament. El 1932 van a Madrid, on el fill pren possessió de la plaça de professor de l'institut Calderón de la Barca. Mare i fill conviuen amb el germà José, la seva esposa Matea Monedero i les tres filles, Eulalia, Carmen i Mari.
El cop d'estat de 1936 i l'esclat de la guerra Civil els sorprèn a Madrid i resisteixen fins al novembre, quan León Felipe i Rafael Alberti els adverteixen del greu perill que corren i els comminen a abandonar Madrid. Tota la família marxa cap a València, menys Manuel, que continua a Burgos on s'havia traslladat amb la seva dona poc abans del 18 de juliol.
Entremig de flors i tarongers, amb un clima càlid, semblant al de la seva estimada Sevilla, la malmesa salut d'Ana Ruiz es refà una mica, però dura poc, ja que a primers de març de 1938 s'acosten les tropes franquistes i són traslladats a Barcelona, primer a l'hotel Majestic i després a la Torre Castanyer del Passeig de Sant Gervasi.
A finals de gener de 1939 la guerra està pràcticament perduda i es produeix una retirada massiva de republicans cap a la frontera. La família és evacuada en unes condicions dramàtiques, el viatge dura diversos dies, amb canvis de vehicle, gairebé sense menjar, fred intens, pluja i constants metrallaments i bombardejos. Han d'abandonar els equipatges i arriben a peu a la frontera. Són reconeguts per l'escriptor Corpus Barga i passen la nit aixoplugats en un vagó de tren a l'estació de Cervera de la Marenda. La mare esgotada pregunta si «falta molt per Sevilla» L'endemà arriben a Cotlliure i són allotjats a l'hotel Bougnol Quintana. El cònsol espanyol de Perpinyà proposa traslladar-los a París, i el secretari de l'ambaixada els envia diners, però Antonio Machado ja no té forces i diu que es vol quedar a prop del mar. Mor de pneumònia el 22 de febrer de 1939 i tres dies després mor la mare, Ana Ruiz Hernández.
Tots dos comparteixen la tomba al cementiri de Cotlliure.